# Robert Schwan
Robert Schwan (* 20. November 1921 in München; † 13. Juli 2002 in Kitzbühel) war ein deutscher Fußballmanager.

## Leben
Schwan wuchs im Münchner Schlachthofviertel auf und nahm später als Soldat am Zweiten Weltkrieg teil. Nach Ende des Krieges arbeitete er zunächst als Gemüsehändler auf dem Münchner Viktualienmarkt und später zunächst als Versicherungsvertreter, in der Folge zuletzt als Organisationsdirektor bei der Braunschweigischen Lebensversicherung. Anfang Juli 2002 erlitt Robert Schwan einen leichten Herzinfarkt und verstarb eine Woche später im Alter von 80 Jahren in seinem Zweitwohnsitz in Reith bei Kitzbühel.

## Karriere FC Bayern München
1964 kam Schwan als ehrenamtlicher Spielausschuss-Vorsitzender zum FC Bayern, „zwei Jahre später […] wurde er der erste hauptamtliche Manager im deutschen Fußball“ und zugleich persönlicher Manager von Franz Beckenbauer. Dieser persönliche Interessenkonflikt führte 1977 bei Beckenbauers Wechsel zu Cosmos New York zu Schwans Entlassung als Bayern-Manager. Ihm folgte Walter Fembeck nach. 
In seine Amtszeit fielen Trainerverpflichtungen wie die von Branko Zebec, Udo Lattek und Dettmar Cramer. Bis 1976 gewann der FC Bayern München unter dem Management von Schwan viermal die deutsche Fußballmeisterschaft, viermal den DFB-Pokal, dreimal den Europapokal der Landesmeister und je einmal den Europapokal der Pokalsieger und den Weltpokal.
Schwan war mit seinen Innovationen maßgeblich am Aufstieg von Bayern München an die europäische Spitze beteiligt. Sein berühmtester Satz war: „Ich kenne nur zwei vernünftige Menschen: Robert Schwan am Vormittag und Robert Schwan am Nachmittag.“ Seine Markenzeichen waren sein Schlapphut und seine Pfeife.

## Karriere Hertha BSC
1996 wurde Schwan Mitglied des Aufsichtsrats von Hertha BSC. Von 1997 bis 2000 war er als Nachfolger von Rolf Schmidt-Holtz Aufsichtsratsvorsitzender des Vereins. Er führte in dieser Zeit Hertha BSC aus der 2. Liga in die Champions League.

## Berater
Neben Beckenbauer beriet Schwan auch die Olympiasieger Markus Wasmeier und Jens Weißflog.